# Иполит Карно
Лазар Иполит Карно (на френски: Lazare Hippolyte Carnot) е френски политик, участвал в Революцията от 1848.
Иполит Карно е син на Лазар Карно, политик от времето на Революцията от 1789, по-малък брат на физика Сади Карно и баща на бъдещия президент Сади Карно.

## Биография
Иполит Карно е роден през 1801 в Сент Омер. Прекарва първите си години заедно с баща си, който се намира в изгнание по политически причини, и се връща във Франция едва през 1823. Той се занимава с литература и философия, през 1828 публикува свои преводи на стихове от Вилхелм Мюлер. По това време е привърженик на сенсимонизма и сътрудничи на вестник „Le Producteur“, а през 1830 издава „Exposé de la doctrine Saint-Simonienne“ („Изложение на сенсимонистката доктрина“).
През 1839 г. Карно е избран за депутат от Париж и е преизбиран през 1842 и 1846 г., като се включва в групата на радикалната левица, противопоставяща се на крал Луи-Филип. Той взема участие в Революцията от 1848 и става министър на просветата във временното правителство на Алфонс дьо Ламартин. На този пост той подготвя законопроект за задължително и безплатно начално образование, но се противопоставя на изцяло светските училища, с което предизвиква неодобрението както на десницата, така и на крайната левица, и на 5 юли 1848 г. е принуден да се оттегли.
Карно е сред обявилите се срещу държавния преврат от 2 декември 1851 г., но въпреки това не е преследван от Наполеон III. През 1864 г. отказва да заеме мястото си в парламента, за да не положи клетва пред императора, и през следващите години е активен участник в републиканската опозиция. През 1871 става отново депутат и участва в изготвянето на Конституционите закони от 1875. На 16 декември 1875 г. е избран от Националното събрание за пожизнен сенатор.
Иполит Карно умира през 1888 г., три месеца след избирането на сина му Мари Франсоа Сади Карно за президент на Франция.